# Cerdedo

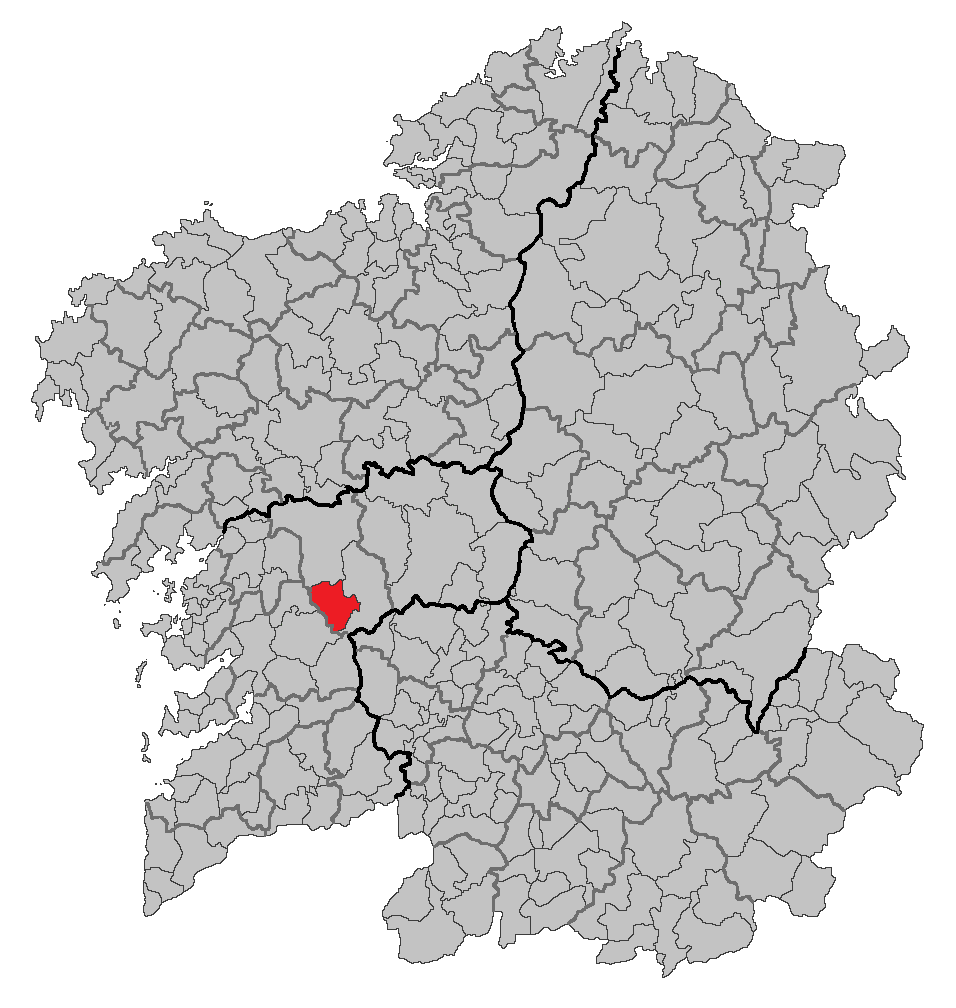
Cerdedo, Pontevedra, Galizia

Cerdedo è un ex comune spagnolo di 2 300 abitanti situato nella comunità autonoma della Galizia. Nel 2016 si fuse con il comune di Cotobade per formare il nuovo comune di Cerdedo-Cotobade.